# PBC Bork 73
Der PBC Bork 73 (offiziell: Pool-Billard-Club Bork 73) war ein 1973 gegründeter Poolbillardverein aus Selm.

## Geschichte
Der PBC Bork wurde 1973 im Selmer Ortsteil Bork gegründet. 1991 gewann er im Finale gegen den 1. PBV Nürnberg den deutschen 8-Ball-Pokal. Im Jahr 2008 gelang es dem Verein, in die 2. Bundesliga aufzusteigen und durch einen Finalsieg gegen den PBC München-West zum zweiten Mal den 8-Ball-Pokal zu gewinnen.
In der Liga erreichte Bork 73 in der Saison 2008/09 den zweiten Platz und stieg somit in die 1. Bundesliga auf. Dort schaffte der Verein 2010 als Sechstplatzierter den Klassenerhalt, bevor man in der Saison 2010/11 mit nur drei Punkten den achten Platz belegte und somit abstieg. Anschließend wurde der Verein aufgelöst.
Stefan Nölle wurde als Spieler des PBC Bork 2007 und 2008 Junioren-Europameister und gewann bei der deutschen Meisterschaft 2009 die Bronzemedaille bei den Herren.
Bei den Senioren wurde Wolfgang Scheder 2010 Dritter.
Zudem spielten unter anderem Bernd Hoffmann, Pedro Lourenco und Tristan Bialuschewski für den PBC Bork 73.